# Régi pesti városháza
A régi pesti városház előbb egy-, majd két-, végül háromemeletes épülete hosszú időn át szolgált közigazgatási központként. Egykor a Belvárosi plébániatemplom mögött állt. Több építési perióduson ment keresztül. A 17–18. században átépített, majd a 19. században Kasselik Ferenc tervei alapján Hild József által újjáépített épületet 1900-ban bontották le az Erzsébet híd építése miatt.

## Épülete
A Városház tér délkeleti sarkában állt és két évszázadon keresztül volt Pest, majd két évtizeden át még Budapest közigazgatási életének a központja. Közvetlen szomszédságában nyugatról a Piarista Gimnázium épülete állt.
A török hódoltság megszűnése után a budai kamaraigazgatóság megalakította a pestvárosi tanácsot, az újjáéledő város közigazgatásának épületet biztosítani. Központi fekvésénél fogva a legmegfelelőbb volt az akkori Fő téren (később Városház tér, majd a Váci utca Piarista utca felé eső része) lévő két épületből álló ház, amelyet a város miután a török hódoltságot lezáró ostrom után tulajdonosa nem jelentkezett, birtokába is vett, ám hamarosan szűknek bizonyult. Ezért az ezek melletti további két ingatlant is megszerezték. Az egyiken egy egyemeletes ház állott, amit 1702. április 27-én kelt adás-vételi szerződés alapján 2800 forintért vettek meg Pleyern Jánostól. A tanács még 1692. május 9-én tartott ülésén elhatározta, ahhoz hogy az épület hivatalos helyiségek céljára használható legyen, újjá kell építeni. Az építkezést 1710-re fejezték be. 1716–1720 között Pauer (Paur) János-György építőmesterrel és Hochecker György áccsal tornyot is emeltek rá, hogy az időjelzést, valamint a keletkező tűzvészek megfigyelését innen végezhessék az őrök. Mivel 1716. március 23-án határoztak arról, hogy a tornyot magasabbra emeltetik és órát is építtetnek bele, 1721-re készültek el a magasítassal, ezt azonban 1753-ban repedés miatt lebontották. 1755-ben a városházi tornyot újraépíttette a tanács Schlepp József kőművesmesterrel, amely körül karzat futott, és a toronyőröknek kötelességük volt negyedóránként „Dicsértessék!” köszönéssel éjjel és nappal az időt jelezni, aminek elmulasztásáért 25 botbüntetés járt. Ugyanebben a toronyban volt a polgárság harangja is, amelynek megszólalása a pestvárosi tisztújítást jelentette – amit 1874-ben a Nemzeti Múzeumnak adtak. 1767–68-ban még megpróbálkoztak a három ház egységes egésszé való kialakításával, de ez sikertelennek bizonyult.
A szerény, tornyos barokk épület átépítésére, megtoldására 1807-ben, majd 1811-ben Hild János készített terveket, de ezek nem valósultak meg.
József nádor 1808-ban alakította meg a Szépítő Bizottmányt, amelynek szabályozási programjában elsők között szerepelt a Városház tér rendezése és a városháza épületének a kérdése is. Előbbit megnagyobbította volna, utóbbinak pedig a József téri (ma József nádor tér) Harmincadvámhivatal lebontásával, annak telkén emelt volt új, méltó épületet. A pestvárosi polgárság azonban szívesebben vette volna, ha az új városháza a kegyesrendiek Duna-parti telkén, vagy pedig a mai Egyetemi Könyvtár helyén épült volna fel. Pest városa eközben úgy határozott, hogy a régi épületek meghagyása mellett még egy emeletet fog ráépíteni. De az 1838-as pesti árvíz olyan súlyos károkat okozott a városháza épületében is, hogy annak újjáépítését már nem lehetett elodázni.

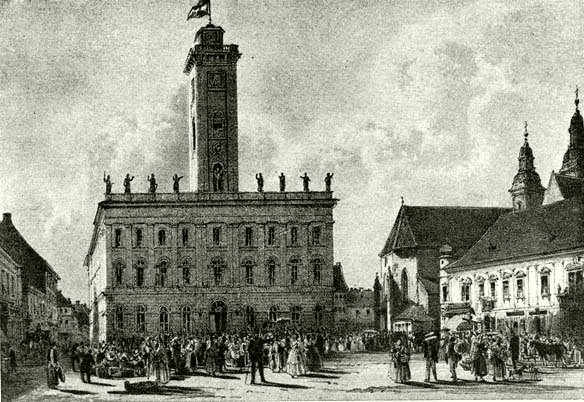
A régi városház Pesten – kőnyomat Rudolf von Alt rajza után, 1845-ből

Az új épület terveinek elkészítésével még 1836-ban Kasselik Ferencet bízták meg. Az eredeti alapfalak megtartásával klasszicista stílusban, továbbra is tornyos formában rajzolta meg. A Szépítő Bizottmány a nádor hozzájárulása után 1842. július 24-én tartott ülésében jóvá is hagyta azokat. Munkáját Hild József mint bizottsági tag, tanácsaival irányíthatta a nélkül, hogy a tervezés legnagyobb részét neki tulajdonítanák. A magasan kiemelkedő toronnyal, kétemeletesre tervezett új városháza munkálataihoz azonnal hozzáfogtak, hogy mielőbb készen legyen, mivel a hivatalokat különböző helyekre szórták szét. A városház lebontását 1842. április végén, az építést június közepén kezdték meg. Ősszel már olyan állapotban volt az épület, hogy az egyes hivatalok megkezdhették a beköltözködést,  és 1844. augusztus végére készült el teljesen. A díszítőszobrok Bauer Mihály és Uhrl Ferenc alkotásai voltak. Miután a hivatalok a részükre kijelölt helyiségeket elfoglalták, a tanács 1844. szeptember 11-én gyűlt össze először az új tanácsteremben, hogy hivatalosan is ismét megkezdje működését a városházában.
Az épület azonban a gyorsan fejlődő város és adminisztrációja számára csakhamar ismét szűk lett, így 1862-ben megbízták a már öregedő Hild Józsefet, továbbá a bizottságot elnöklő Ságody Sándor alpolgármestert, Incze György városi mérnököt, valamint Perger Ignác, Staffenberger István és Sebastiány Frigyes tagokat, hogy dolgozzanak ki tervet és költségvetést még egy harmadik emelet, valamint a hozzá arányosan felmagasított torony megépítésére. Az új rész 1863 márciusára készült el, a hivatalok pedig azonnal megkezdték beköltözésüket. Stílusában alkalmazkodott a meglévő épülethez, a pillérrendet is tovább vitte. A széles párkány fölé a reneszánsz építészetre emlékeztető, tömör, felfalazott attikát emelt allegorikus szoboralakokkal. Mindezekkel azonban túlságosan súlyosak lettek az emeletek, amik a talapzatként szolgáló földszinti részt szinte összeroppantották.
A folyamatosan növekvő hivatalok személyzete azonban már 1866 végéig újra megtelítették és a városháza ismét szűknek bizonyult. Az épület ezért belül is folyamatosan változott. A közfalak áthelyezésével, emelésével, vagy épp lebontásával növelték vagy csökkentették a hivatalos helyiségek számát és méretét. A legnagyobb változást akkor vitték végbe, amikor kihelyezték a rendőrséget a városházáról, s a földszinti börtönöket és a rabok céljaira használt kápolnát megszüntetve azokat is hivatalos helyiségekké alakították át, valamint amikor a számvevőség és a pénztár terjeszkedésével két-három szobából egy-egy nagy termet alakítottak, hogy azok személyzetét egy-egy helyiségben összpontosíthassák. 1868-ban a városházból kihelyezték a törvényszék összes hivatalát és megkezdték a Lipót (1899-től Váci) utcában a városi törvénykezési palota építését, melyet később városházi célra építettek tovább. Buda, Pest és Óbuda egyesítése után a hivatalok egy része ide költözött át, ezek közül is legelőször a levéltári hivatal 1874 márciusában. Ekkortól kapta a Városháza téri épület a „régi” jelzőt, míg a Lipót utcai az „Újvárosháza” nevet, amit azután is így hívtak, hogy megkezdte a még újabb városháza a működését.
A régi városháza szobrait 1884-ben restaurálták. Az utolsó utcai és udvari részekre kiterjedő tatarozást 1889-ben hajtották végre. 1886-ban még az állami rendőrség céljaira akarták eladni az épületet.
1889-ben a párkányzatot bádoggal fedték be. 1900. február 6-án utolsóként az elnöki ügyosztály és segédhivatala költözött ki, s február 9-ig az épület a városháza összes hivatalaitól teljesen megüresedett. A közigazgatás pedig teljesen az új „Központi Városháza” épületébe, a Károly-kaszárnyába költözött át.
Az Erzsébet híd építéséhez kapcsolódóan 1900 július–augusztusában bontották le, mivel az akkor még Eskütéri-híd nevű építmény tengelye éppen a régi városháza épületén vezetett keresztül. Homlokzatának alapjában ekkor egy üres kőládát találtak, amit az alapkőletételkor szokásos, az utókornak elhelyezett okiratok és egyéb tárgyak részére helyezett el még 1842-ben Kasselik Ferenc, azonban hogy ezek miért nem kerültek bele, de még az elhelyezéséről sem emlékeznek meg jegyzőkönyvek.
Az egykor a régi pesti városháza főpárkányzatát díszítő tizenegy (egyenként 1,40 öl, illetve talapzattal együtt 1,50 öl magas) neoklasszicista, allegorikus kőszobor közül négy, egy-egy erényt ábrázoló, a régi budai városháza aulájában kapott helyet.

## Képgaléria
- A Városház tér 1863–1900 között
- Ferenc József koronázási esküje 1867-ben, háttérben a régi városházával
- Holló Barnabás bronz domborműve az 1838-as pesti árvízet és Wesselényi Miklóst, az "Árvizi hajós"-t ábrázolja, hátterében a Piarista rendház egyik gömbölyű sarokerkélye, a Belvárosi templom szentélye, az emeletes Városháza és tere látható[6]